# Сакамото Цутому
Сакамото Цутому (3 серпня 1962) — японський велогонщик.
Бронзовий призер Олімпійських Ігор 1984 року в індивідуальному спринті.